# NOFX
NOFX és un grup de punk rock californià creat el 1982 per Fat Mike (Mike Burkett), Erik Sandin i Eric Melvin. La banda va assolir una gran popularitat el 1994 amb el seu àlbum Punk in Drublic, que va ser disc d'or assolint la fama internacional. NOFX ha publicat 10 discs d'estudi, 15 EPs i força senzills, i han venut prop de 6 milions de còpies a tot el món de manera independent i sense que la seva música es passés a la ràdio ni a la televisió, donant entrevistes només a mitjans independents.

## Història
Tot va començar quan Fat Mike (nom real Mike Burkett) va voler fundar un grup de punk que tingués bones lletres i bones cançons, que gravés discos i sortís a tocar. S'hi suma Eric Melvin, un amic seu de la infància, que no tenia gaire habilitat per tocar la guitarra però que compartia els somnis i gustos d'en Mike, qui aleshores tocava en una banda anomenada False Alarm. Juntament amb Erik Sandin van completar el trio, encarregant-se aquest de la bateria, Mike del baix i la veu i Eric Melvin de la guitarra i els cors.
Van gravar Ep com The PMRC can suck on this i van participar en el que seria el primer Warped Tour. Van gravar Liberal Animation el 1988 amb Mr. Brett de Bad Religion, i va ser rellançat el 1991 per Epitaph Records encara que aquest cop NOFX es va fer càrrec de les despeses de la gravació. Poc després NOFX va signar amb Epitaph, el 1989, traient a la llum el LP S & M Airlines. En el mateix any va néixer, de la mà de Fat Mike, el segell Fat Wreck Chords, que pronunciat correctament sona com «Fat Records». Durant un any, Sandin deixa la banda, essent substituït per Scott Sellers i, més tard, per Scott Aldahl.
Tanmateix, la banda va perdre Dave Allen, que va morir en un accident d'automòbil en el Fest de 1990 a San Francisco. El darrer àlbum publicat amb Steve Kidwiller com a guitarrista va ser Ribbed.
El 1992, abans de la gravació de The Longest Line, El Hefe es va unir com a guitarrista i trompetista en el lloc de Steve; després d'això van llançar White Trash, Two Heebs And A Bean. Aquest any també va sortir a la venda un LP amb algunes de les primeres cançons del grup; el va treure a la venda el segell Mystic Records sense el consentiment del grup. Segons les mateixes paraules de Fat Mike: El disc és pèssim i les caràtules molt dolentes. Mai no vam tenir cap control sobre ell. Ni tan sols sabíem que anava a sortir a la venda fins que ho vam veure exposat en una botiga».
El 1994 van llançar Punk in Drublic, el disc més important de la banda que va coincidir amb l'auge del punk rock californià, i amb els altres dos discs que, juntament amb Punk in Drublic, van ser fonamentals en el nou revival: Smash, de The Offspring, i Dookie, de Green Day. L'àlbum va ser disc d'or als Estats Units, però NOFX mai no va encaixar amb la popularitat d'altres bandes de punk i, encara que es van fer famosos als 1990 i mantenen els seus primers fans, consideren a altres bandes «uns venuts». Fat Mike assegura que, en el seu moment, els van oferir, fins a «un milió i mig de dòlars per tres discos. Quan t'ofereixen tants diners penses molt en el futur i en el qual realment t'interessa per la teva banda». «Nosaltres toquem per als nostres millors fans i els diners que aconseguim són millor només per això. No necessitem més». El líder de NOFX sempre s'ha mostrat contrari a «vendre's» a una multinacional, però també està en contra de la manera en què algunes bandes de punk rock, segons ell, es «venen»: «Rancid busca entrar l'star system, només es preocupen per sopar amb Madonna i tot això. Després no acceptaran que s'escrigui un munt d'articles sobre com d'estúpids són. Estan en això per ser populars i vendre milions de discs. Tot i així creu que Offspring ja ho han aconseguit i això que són uns "imbècils", el seu directe és una merda, però tenen cançons que estan bé. M'agraden molts dels seus temes, en el fons són una bona banda». Pel que fa a Green Day, Mike opina que «és l'única banda que ha signat amb una multinacional i es manté amb coherència. Han donat el pas correcte». Paraules de Fat Mike a una entrevista que li van fer a la revista MondoSonoro.
Des de 1994 no han acceptat entrevistes i han gravat molt pocs vídeos. Fat Mike només va contestar a una entrevista per a Guitar World el 2003 donant la seva opinió sobre les noves bandes de pop punk d'aquell temps.
El 1996 va sortir Heavy petting Zoo. Quant a aquest àlbum, Eric Melvin va respondre, al portal Questions & Answers de NOFX.org: «Pensava que aquest disc era el disc més "cool" de tots, però després em vaig adonar que no era tan cert. Crec que es va vendre bé a Bèlgica». Això pel que sembla, perquè el so del Disc Heavy petting Zoo era força «estrany i psicodèlic» cosa que s'allunya del so original de NOFX. L'any següent es va llançar So Long And Thanks for All The Shoes.

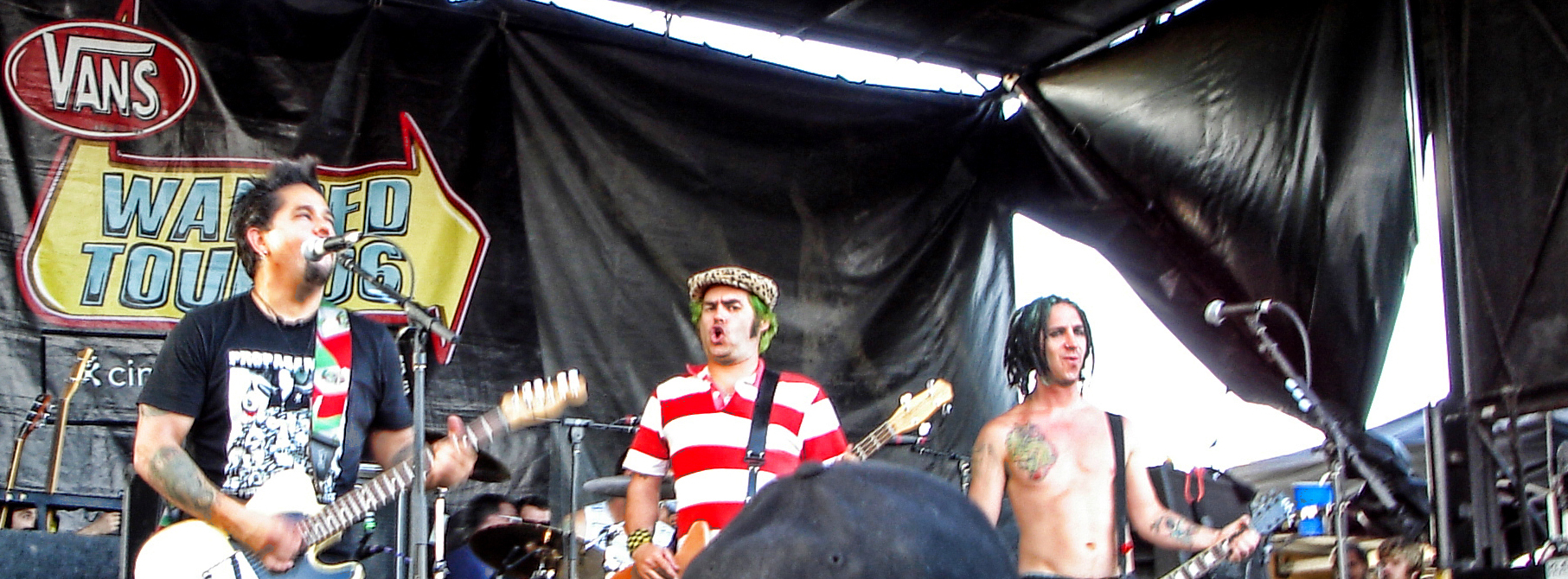
NOFX durant el Warped Tour 2006.

L'any 2000 van treure el disc Pump up the Valuum tenint bones crítiques per part dels seus fans i la critica, el que els va permetre acabar en el lloc número 61 del prestigiós Billboard Hot 100. L'any 2003, després de diversos anys d'absència, NOFX va treure un CD titulat The War on Errorism número 1 a la llista Billboard d'àlbums independents, un àlbum de cançons compromeses políticament amb un so més hardcore, que va ser el començament de la seva particular campanya anti-Bush, per conscienciar a la joventut americana. Des del llançament d'aquest àlbum, Fat Mike va crear la web Punkvoter.com, va treure dos recopilatoris anomenats Rock Against Bush a Fat Wreck, i una gira anomenada Rock Against Bush per tot els Estats Units. La seva aparició a l'escena política ha deixat empremta, encara que no va tenir els èxits esperats després de la majoria absoluta dels republicans a les eleccions presidencials del 2004.
La banda ha tret diversos EP (com Fuck the Kids i The Longest Line) a Fat Wreck Chords. El febrer de 2005 van crear una subscripció, NOFX 7" of the Month Club, traient un EP cada mes fins al gener de 2006 (un total de 12 llançaments). Considerat com «el document d'un dur any de composició». Després del llançament d'un EP anomenat Never Trust a Hippy, NOFX va treure a l'abril de 2006 el LP anomenat Wolves in Wolves' Clothing.
Encara que és molt difícil arribar a qualsevol lloc en el món de la música sense l'ajuda d'una companyia important, NOFX tria allunyar-se de l'MTV, ràdios comercials i discogràfiques importants. El fet d'estar totalment en contra dels ideals de la cadena televisiva MTV ha fet augmentar considerablement la popularitat de NOFX. Per a molts grups, tenir un vídeo difós a través de l'MTV significa èxit. En el cas de NOFX, l'èxit no juga cap paper. L'única forma de publicitat que ha tingut NOFX al llarg de 25 anys és la planificació de concerts, gravació de CD, articles de roba, adhesius i pòsters.

## Polèmiques

### Mitjans de comunicació
NOFX és una banda que amb prou feines fa declaracions als mitjans de comunicació, ja sigui premsa, televisió o ràdio. Molt estrictament s'han prestat a fer-ho mitjançant fanzins o publicacions independents.
Oficialment han declarat que hi ha algunes bones raons i altres dolentes. La principal és que, segons la mateixa banda a la seva web oficial, estan cansats de ser explotats per la premsa. Consideren que hi ha molts mitjans interessats a explotar la seva imatge que tracten d'entrevistar-los o realitzar reportatges sobre la banda per incloure'ls en les revistes més comercials i massives. Per tant, assumeixen que «així és difícil decidir quins mitjans estan realment interessats en la banda i quins no. És tot part del joc del màrqueting. Vàrem decidir mantenir-nos lluny d'ell. Fem, ocasionalment, entrevistes a petits fanzins, però la majoria de les vegades mantenim en privat la nostra vida personal i les nostres opinions. Tenim una fantàstica base de seguidors, no necessitem a ningú més ni res més gran. Som feliços amb els discs que venem i amb la popularitat que tenim», acaba d'assenyalar la banda.
És habitual, a més, a la banda californiana el rebuig a l'MTV, VH1 i canals similars, perquè mostrin els videoclips dels seus senzills. Tot i així, NOFX sí que va realitzar una actuació en directe per a l'NBC al Late Night with Conan O'Brien el 2004, un dels late night més vistos i importants de la televisió estatunidenca per promocionar el Punkvoter.

## Curiositats
- Durant un dels concerts del Warped Tour a Houston, el 1998, NOFX va llançar al públic la recaptació del seu concert, 5.000 dòlars en bitllets d'un dòlar, perquè van considerar que el so del concert no havia estat bo.
- Novament NOFX al Warped Tour provoca la sortida de la banda Underoath del festival per no aguantar les constants burles per part de Fat Mike.
- Després de trencar-se un turmell en un concert a Alemanya, Fat Mike va insistir a tocar al següent concert de l'endemà. Ho va fer assegut en un sofà a l'escenari.
- El títol original del cinquè disc de NOFX anava a ser White Trash, Two Kikes, And A Spice, però a l'àvia del guitarrista Eric Melvin no li va agradar el títol i es va canviar pel definitiu White Trash, Two Heebs and a Bean''.
- El seu tema «Flossing a Dead Horse» es va convertir el 2006 en la sintonia de fons del programa Sé lo que hicisteis la última semana, del canal La Sexta.

## Membres
- Fat Mike - baix, veu, teclat, compositor
- Eric Melvin - guitarra
- El Hefe - guitarra, cantant secundari
- Erik Sandin - bateria

### Antics membres
- Scott Sellers - bateria
- Scott Aldahl - bateria
- Dave Allen - veu
- Dave Casillas - guitarra
- Steve Kidwiller - guitarra

## Discografia

### Àlbums d'estudi
| Any  | Àlbum                                                                           | Discogràfica     |
| ---- | ------------------------------------------------------------------------------- | ---------------- |
| 1988 | Liberal Animation                                                               | Epitaph          |
| 1989 | S&M Airlines                                                                    | Epitaph          |
| 1991 | Ribbed                                                                          | Epitaph          |
| 1992 | Maximum Rocknroll (Compilació)                                                  | Mystic Records   |
| 1993 | White Trash, Two Heebs and a Bean                                               | Epitaph          |
| 1994 | Punk in Drublic                                                                 | Epitaph          |
| 1995 | I Heard They Suck Live!! (Live)                                                 | Fat Wreck Chords |
| 1996 | Heavy Petting Zoo                                                               | Epitaph          |
| 1997 | So Long and Thanks for All the Shoes                                            | Epitaph          |
| 2000 | Pump Up the Valuum                                                              | Epitaph          |
| 2002 | 45 or 46 Songs That Weren't Good Enough to Go on Our Other Records (Compilació) | Fat Wreck Chords |
| 2003 | The War on Errorism                                                             | Fat Wreck Chords |
| 2004 | The Greatest Songs Ever Written (By Us!) (Compilació)                           | Epitaph          |
| 2006 | Wolves in Wolves' Clothing                                                      | Fat Wreck Chords |
| 2007 | They've Actually Gotten Worse Live! (Live)                                      | Fat Wreck Chords |
| 2009 | Coaster                                                                         | Fat Wreck Chords |
| 2012 | Self Entitled                                                                   | Fat Wreck Chords |
| 2016 | First Ditch Effort                                                              | Fat Wreck Chords |
| 2021 | Single Album                                                                    | Fat Wreck Chords |
| 2022 | Double Album                                                                    | Fat Wreck Chords |

### EP
| Any  | Títol                          | Discogràfica     |
| ---- | ------------------------------ | ---------------- |
| 1985 | NOFX                           | Mystic Records   |
| 1986 | So What If We're on Mystic!    | Mystic Records   |
| 1987 | The P.M.R.C. Can Suck on This! | Wassail Records  |
| 1992 | The Longest Line               | Fat Wreck Chords |
| 1995 | Leave It Alone                 | Epitaph          |
| 1996 | Fuck the Kids                  | Fat Wreck Chords |
| 1999 | The Decline                    | Fat Wreck Chords |
| 2001 | Surfer                         | Fat Wreck Chords |
| 2003 | Regaining Unconsciousness      | Fat Wreck Chords |
| 2006 | Never Trust a Hippy            | Fat Wreck Chords |
| 2009 | Cokie the Clown                | Fat Wreck Chords |
| 2009 | Frisbee                        | Fat Wreck Chords |
| 2009 | The Myspace Transmissions      | Fat Wreck Chords |

### Recopilatoris
| Any  | Títol                                                              | 'Discogràfica    |
| 1992 | Maximum Rocknroll                                                  | Mystic Records   |
| 2002 | 45 or 46 Songs That Weren't Good Enough to Go on Our Other Records | Fat Wreck Chords |
| 2004 | The Greatest Songs Ever Written (By Us!)                           | Epitaph Records  |

### Senzills
| Any  | Cançó                 | Àlbum                             | Discogràfica     |
| ---- | --------------------- | --------------------------------- | ---------------- |
| 1992 | Liza and Louise       | White Trash, Two Heebs and a Bean | Fat Wreck Chords |
| 1994 | Don't Call Me White   | Punk in Drublic                   | Epitaph          |
| 1995 | HOFX                  | -                                 | Fat Wreck Chords |
| 1996 | All of Me             | -                                 | Fat Wreck Chords |
| 1999 | Timmy the Turtle      | -                                 | Fat Wreck Chords |
| 1999 | Louise and Liza       | -                                 | Fat Wreck Chords |
| 1995 | Pods and Gods         | -                                 | Fat Wreck Chords |
| 2000 | Bottles to the Ground | Pump Up the Valuum                | Epitaph          |
| 2001 | Fat Club 7            | -                                 | Fat Wreck Chords |
| 2003 | 13 Stitches           | The War on Errorism               | Fat Wreck Chords |
| 2005 | 7" of the Month Club  | -                                 | Fat Wreck Chords |
|      |                       |                                   |                  |

### Vídeos
| Any  | Títol                   | 'Discogràfica    |
| 1994 | Ten Years of Fuckin' Up | Fat Wreck Chords |
| 2009 | BackStage Passport      | Fat Wreck Chords |

### Altres
| Any  | Títol                     | Discogràfica   |
| 1988 | Drowning Roses/NOFX Split | X-Mist Records |
| 2002 | BYO Split Series, Vol. 3  | BYO Records    |